# Sebastian Diezig
Sebastian Diezig (* 2. April 1983 in Freiburg im Üechtland) ist ein Schweizer Cellist.

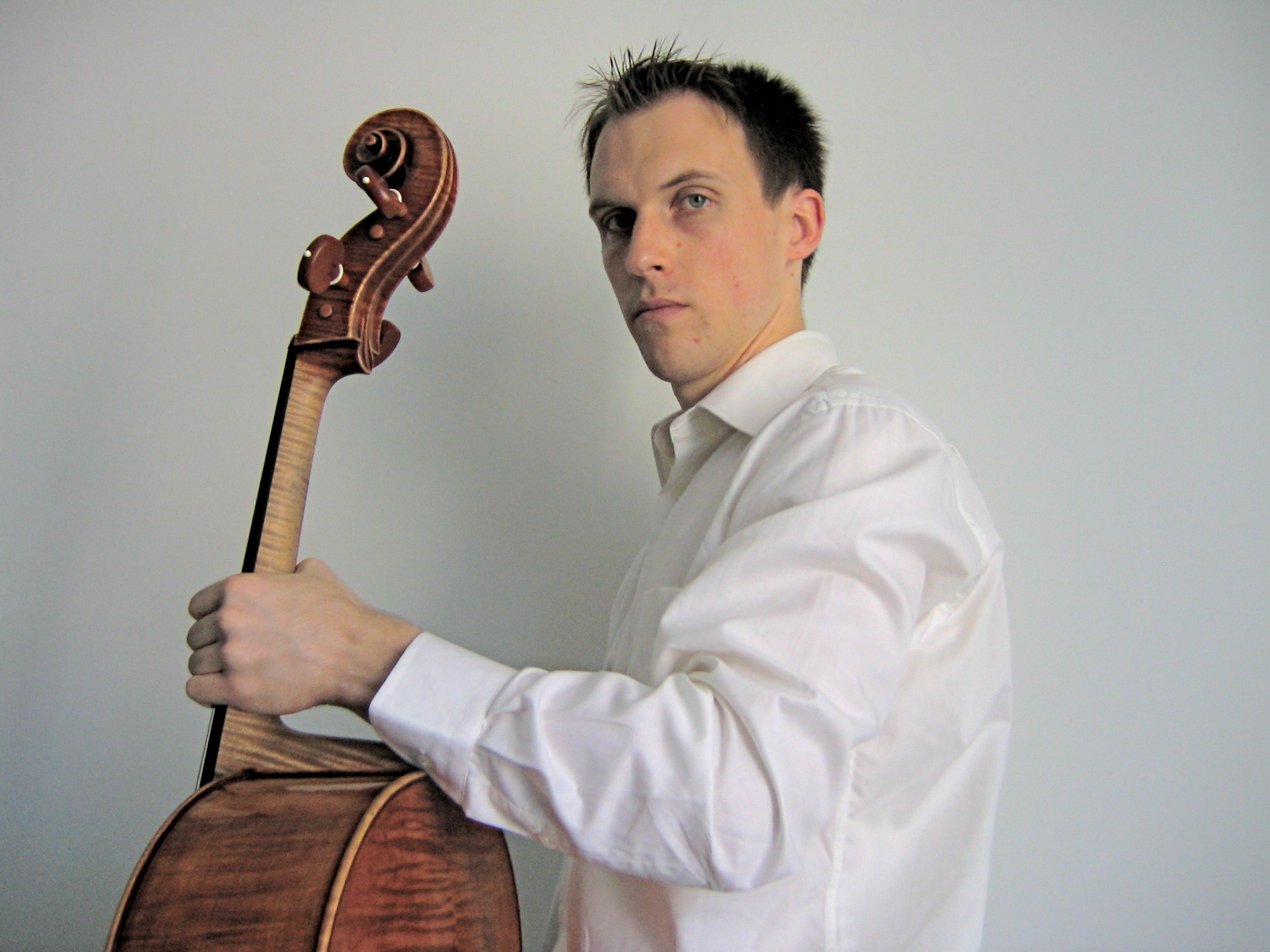
Sebastian Diezig

## Leben
Bereits im Alter von 6 Jahren begann seine musikalische Ausbildung am Konservatorium Freiburg bei Pierre-Bernard Sudan.
Seit 2000 studierte Sebastian Diezig bei Marc Jaermann am Konservatorium Lausanne wo er 2004 das Lehrdiplom mit Auszeichnung erlangte. Es folgten weitere Studien bei Thomas Demenga an der Hochschule für Musik (Basel), welche er im Jahr 2008 mit einem Solistendiplom abschloss. Diezig besuchte dort Meisterklassen bei Walter Levin vom LaSalle String Quartet und bei Gérard Wyss. Weitere Meisterkurse besuchte er bei Marcio Carneiro an der Académie de musique d’été de Sion, bei Pierre Amoyal und bei Antonio Meneses und Wen-Sinn Yang. Er war Stipendant der Fondation Pierre et Renée Glasson in Fribourg und der Friedl Wald Stiftung Basel.
Diezig ist Stellvertretender Solo-Cellist im Luzerner Sinfonieorchester und konzertierte bereits mit dem Sinfonieorchester Basel, dem Orchestra della Svizzera italiana, beim Lucerne Festival und beim Sine Nomine Festival in Lausanne.
Gemeinsam mit seiner Frau, der Geigerin Paula Novoa lebt Sebastian Diezig in Luzern.

## Auszeichnungen
- 2002: 1. Preis beim Schweizer Jugendmusikwettbewerb.
- 2003: 3. Preis beim Concours de l'interprétation musicale de Lausanne.
- 2008: 3. Preis beim Internationalen Cellowettbewerb Gianni Bergamo Classic Award in Lugano
- 2008: Spezialpreis für die beste Interpretation des Pflichtstücks am Internationalen Cellowettbewerb Antonio Janigro in Zagreb
- 2008: Anerkennungspreis beim Wettbewerb der Stiftung Basler Orchester-Gesellschaft.